# Apolonia Dobkowska
Apolonia Dobkowska z domu Olszewska (ur. 1 lutego 1903, zm. 1 grudnia 1991) – polska rolniczka, Sprawiedliwa wśród Narodów Świata.

## Życiorys
Apolonia Dobkowska mieszkała z mężem Bolesławem i czwórką synów: Tadeuszem, Mieczysławem, Wincentym i Janem w Zanklewie w pobliżu miejscowości Wizna. Wspólnie z małżonkiem prowadziła gospodarstwo rolne. We wrześniu 1942 r. do rodziny Dobkowskich zgłosiła się po pomoc znajoma im żydowska rodzina Lewinów w Wizny. Do gospodarstwa zostali przyprowadzeni przez żołnierzy Armii Krajowej, z którymi Bolesław współpracował. Dwaj starsi synowie przybyłego krawca Izraela Lewina zostali zastrzeleni przez Niemców w Lesie Giełczyńskim. Izrael, jego żona Haszka-Fajga (lub Fejga) Lewin z domu Kijak oraz ich potomstwo Icchak i Ida (lub Jan i Teresa) spędzili w ukryciu trzy lata. Ich kryjówką został przygotowany przez ukrywających schowek pod szafą w dużym pokoju. Ponieważ do pomieszczenia miał nagle wprowadzić się oficer niemiecki, Dobkowscy zdecydowali się przeprowadzić Lewinów do ziemianki wykopanej w polu. Jesienią 1943 r. Izrael Lewin został aresztowany przez niemieckiego żołnierza podczas pracy w gospodarstwie. Wskutek akcji zorganizowanej przez rodzinę Dobkowskich, Izrael został uwolniony z aresztu zanim zorientowano się o jego żydowskim pochodzeniu. Po ustaniu działań wojennych w okolicy, w lipcu 1944 r. Lewinowie przeprowadzili się do Łodzi. W 1945 r. gospodarstwo Dobkowskich zostało ograbione za pomoc, jakiej udzielili Żydom. Przed emigracją do Izraela w latach 50., z wdzięczności za udzieloną im pomoc, Lewinowie przepisali na Dobkowskich akt własności ich mieszkania w Wiźnie. Lewinowie wymieniali listy z rodziną Dobkowskich a także słali im paczki, jednak kontakt urwał się w 1968 r. W latach 80. rodziny odnowiły kontakt.
W 1991 r. Apolonia Dobkowska wraz z mężem Bolesławem oraz dziećmi; Tadeuszem, Mieczysławem i Wincentym zostali odznaczeni medalami Sprawiedliwych wśród Narodów Świata.